# Esperanzah!
Ezperanzah! is een festival in Floreffe in België. Het festival vindt plaats op het terrein van de Abdij van Floreffe. De naam van het festival is ontleend aan het album Próxima Estación: Esperanza van Manu Chao. Het programma bestaat uit onder andere muziek, film, kunst en activiteiten voor kinderen. Verder onderscheidt het festival zich door een sterke maatschappelijke betrokkenheid en aandacht voor thema's als duurzaamheid.
Het festival bestaat sinds 2002 en wordt georganiseerd door non-profit organisatie Z! In 2014 kwamen er bijna 46.000 bezoekers, in 2022 waren er 36.000 bezoekers.

## Optredende artiesten
Voorbeelden van artiesten die hebben opgetreden op Esperanzah!:
- Fatoumata Diawara
- Michael Kiwanuka
- Manu Chao
- Gregory Porter
- Mayra Andrade
- Zita Zwoon
- Goran Bregović
- Souad Massi
- Buena Vista Social Club feat. Omara Portuondo & Eliades Ochoa
- Orchestra Baobab
- Gogol Bordello
- Patti Smith
- Melody Gardot
- Rokia Traoré
- Lila Downs
- Lura
- Emel Mathlouthi
- Teófilo Chantre
- Calypso Rose
- Sharon Jones & The Dap-Kings
- Amsterdam Klezmer Band
- Lhasa
- Concha Buika
- Amparanoia